# Neve de Primavera

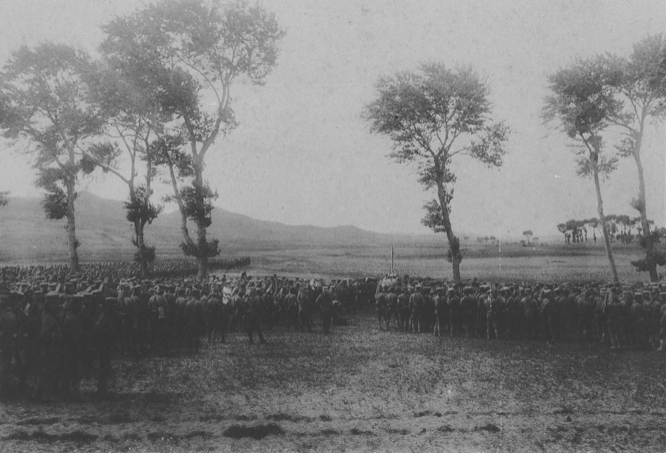
A fotografia do funeral militar em Tokuri-ji descrita na parte inicial do livro.

Neve de Primavera (春の雪, Haru no Yuki) é um romance escrito por Yukio Mishima, o primeiro da sua tetralogia O Mar de Fertilidade. Foi originalmente publicado no Japão em 1969. Para se preparar para escrever esta obra, Mishima fez bastantes estudos e pesquisas, incluindo visitas a Enshō-ji em Nara.